# 义门镇 (彬州市)
义门镇，是中华人民共和国陕西省咸陽市彬州市下辖的一个乡镇级行政单位。

## 行政区划
义门镇下辖以下地区：
豆家湾村、义门村、秦家庄村、闫子川村、师家河村、福托村、黄畔村、东村、庙岭村、弥家河村、柴村、中罗堡村、赵村、鲁家河村、南玉子村、高渠村、黄家坡村、禄长村、罗店村、白家宫村、鸭河湾村、后洼村、芦寨村、南堡子村、中堡子村、杜家崖村和良社村。